# Società Sportiva La Dominante 1937-1938
Questa pagina raccoglie i dati riguardanti la Società Sportiva La Dominante nelle competizioni ufficiali della stagione 1937-1938.

## Stagione
La Dominante, dopo aver dominato il girone calabro della Prima Divisione 1937-1938, conquistò la promozione in Serie C 1938-1939.

## Rosa
Di seguito, alcuni dei giocatori in rosa.
| N. |                   | Ruolo | Calciatore      |
| -- | ----------------- | ----- | --------------- |
|    | Italia (bandiera) | P     | Toscano         |
|    | Italia (bandiera) |       | Porcino         |
|    | Italia (bandiera) |       | Spanò           |
|    | Italia (bandiera) |       | Vigilante II    |
|    | Italia (bandiera) |       | Francesco Perna |
|    | Italia (bandiera) |       | De Girolamo     |
|    | Italia (bandiera) |       | Vigilante II    |

| N. |                   | Ruolo | Calciatore      |
| -- | ----------------- | ----- | --------------- |
|    | Italia (bandiera) |       | Ernesto Liconti |
|    | Italia (bandiera) |       | Scala           |
|    | Italia (bandiera) |       | Francesco Cara  |
|    | Italia (bandiera) |       | Gaetano Pezzano |
|    | Italia (bandiera) |       | Porcino         |
|    | Italia (bandiera) |       | Mammì           |